# Hendry Córdoba
Hendry Alexander Córdoba (San Pedro Sula, 11 giugno 1984) è un ex calciatore honduregno, di ruolo difensore.